# 埔里 (大字)
埔里，原稱為埔里社，是台灣南投縣埔里鎮的一個傳統地域名稱，為全鎮行政中心所在地，位於該鎮中部偏東南。相較於今日行政區，其範圍大致包括大湳里西南端、北梅里南部、西門里不含北端及西部邊界地帶中北段、北安里、泰安里西半部、北門里、東門里、南門里、同聲里不含東南部凸出部分及西南部、清新里東北半部、薰化里、大城里東南端。

## 歷史
台灣清治末期至日治初期，埔里地區為一街庄，稱為「埔里社街」，隸屬於埔里社堡。該街西邊及北邊西段與大肚城庄為鄰，北邊東段與大湳庄為鄰，東及東南與枇杷城庄為鄰，南邊凸出部分的東南側為水頭庄，西南邊為生蕃空庄。
1901年（日治明治三十四年）11月，全台廢縣廳改設二十廳，該街隸屬於南投廳。1903年（明治三十六年）6月，該街編入「埔里社區」，隸屬於南投廳。1909年（明治四十二年）10月，合併二十廳為十二廳，埔里社區仍隸屬於南投廳。1920年（大正九年），全台地方制度大改正，廢十二廳改設五州二廳，該街改制並改名為「埔里」大字，隸屬於臺中州能高郡埔里街。
戰後埔里街改制為埔里鎮，隸屬於臺中縣，大字亦改制為里。1950年10月，中、彰、投分治，埔里鎮改隸屬南投縣。

## 聚落
本地區發展較早的聚落有梅仔腳、埔里社、茄苳腳等，在日治期初期的官方地圖上已有記載。此外，本地區尚有四角竹圍、頂茄苳腳等聚落。

## 交通
國道6號又稱「水沙連高速公路」，是霧峰至埔里的橫貫高速公路，大致以西南西—東北東走向轉西北西—東南東走向經過本地區北部邊界外不遠處。最近的交流道是北側的埔里交流道，僅供東出西入，設有連絡道與省道台21線相接。由此向西可前往北山坑、國姓、草屯、萬斗六的舊正、丁臺南部並止於國道3號霧峰系統交流道。
省道台14線（信義路、中山路一段）是彰化中庄子至南投廬山的幹道，大致以西南西—東北東走向由本地區西部邊界中央偏北處與省道台21線共線入境後轉東直行，經省道台21線左側（西安路一段）路口後獨行，其後轉東北東再轉東再轉東北東出境。由該道路向西南西轉西北西再轉南南西再轉西獨行後可前往國姓市區西南郊、草屯、芬園、彰化中庄子並止於省道台1線路口；向東北東可前往仁愛（霧社）、廬山等地。
省道台21線（西安路一段、信義路）是台中市東勢區天冷至南投縣信義鄉塔塔加的幹道，大致以北北東—南南西走向由本地區北部邊界中央地帶入境後，轉南至省道台14線（信義路）路口，轉西與其共線，其後轉西南西於本地區西部邊界中央偏北處出境。由該道路向北北東過眉溪牛眠橋、國道6號埔里交流道連絡道路口後轉西北可前往國姓東北部、新社東南部、東勢南端並止於省道台8線路口；向西南西轉西北西再轉南南西經省道台14線路口獨行後可前往魚池、水里東南部、信義、和社、塔塔加等地。
縣道131號（中正路）是埔里至水里的道路，其北側端點位於本地區中部鄉道投65線起點路口（埔里圓環）。由此向東南直行，出境後經枇杷城轉南南東再轉南南西可前往水頭、珠子山東南部邊界地帶、加道坑、長寮東部邊界地帶、木屐囒西部、長寮南端、大林、魚池市區、新城中部、山楂腳中南部、社子並止於水里聚落西北側的省道台16線路口暨鄉道投54線終點路口。
鄉道投65線（中山路二段、南榮路、民生路、新生路）是埔里至新城的道路，其北側端點位於本地區中部縣道131號起點路口（埔里圓環）。由此向西南轉南南西再轉西南出境後，可前往生蕃空、珠子山、鹿蒿、新城並止於省道台21線路口。
鄉道投65-1線（忠孝路、隆生路）是埔里市區至白葉坑的道路，其東北側端點位於本地區東南部近邊界地帶的縣道131號路口。由此向西南出境一小段路再入境，其後轉南南西至本地區南部凸出部分東側邊界並沿邊界而行，其後順邊界轉西南微南而行以至出境，可前往水頭與生蕃空交界地帶、生蕃空與珠子山交界地帶並止於鄉道投65線路口。
鄉道投75線（中正路）是四角城（實際起點在史港坑與小埔社之間）至城裡的道路，其南側端點位於本地區西部偏北近邊界地帶的省道台14線、台21線共線路口。由此向北北西至邊界後沿邊界而行，出境後可前往大肚城北部、房里東北角、牛眠山西端、史港坑、小埔社東南端並止於省道台21線路口。
鄉道投77線（南環路）是壽全橋至愛蘭橋的道路，大致以東南微南—西北微北走向蜿蜒經過本地區極南點外側不遠處，並與鄉道投65-1線相交。由該道路向東南微南可前往水頭西南部並止於南港溪壽全橋東側的鄉道投72線路口；向西北微北可前往生蕃空東北部、大肚城西南端並止於南港溪愛蘭橋東北側的省道台14線、台21線共線路口。

## 學校
- 埔里國中
- 宏仁國中
- 大成國中
- 埔里國小
- 育英國小
- 大成國小

## 廟宇
- 埔里瀛海城隍廟（城隍廟）
- 埔里恆吉宮（媽祖廟）
- 義女廟
- 埔里茄苳樹王公（茄苳公）

## 產業
- 埔里酒廠（東半部）